# Jaïro Riedewald
Jaïro Jocquim Riedewald (Hoofddorp, 9 de setiembre de 1996) es un futbolista neerlandés que juega como defensa y se encuentra sin equipo tras abandonar el Royal Antwerp F. C.

## Trayectoria

### Juveniles
Comenzó a jugar al fútbol con el SV Overbos, club local de Hoofddorp. Luego estuvo 2 años en HFC Haarlem. Desde chico mostró sus cualidades, los ojeadores del Ajax de Ámsterdam quedaron sorprendidos por su capacidad y lo reclutaron en 2008, cuando tenía 11 años.
Realizó las formativas del Ajax y el 17 de septiembre de 2013 debutó en la primera edición de la Champions League Juvenil, para equipos sub-19, se enfrentó al Barcelona con 17 años recién cumplidos, con figuras como Munir, Traoré y Sanabria, fue titular pero perdieron 4 a 1. Al mes siguiente se incorporó a la reserva del Ajax, para jugar en la segunda división neerlandesa.
Debutó como profesional el 21 de octubre de 2013 con Jong Ajax, en la fecha 13 de la Eerste Divisie, se enfrentó como titular a VVV-Venlo pero perdieron 5 a 1.
Por la Champions Juvenil, jugó 5 partidos, todos como titular pero finalmente no clasificaron a octavos de final, porque quedaron en última posición de su grupo. Riedewald mostró un gran nivel y Frank de Boer, el técnico del primer equipo, lo ascendió para ponerlo a prueba.
Finalizó la temporada 2013/14 en la posición 14 con la reserva del club, los 10 partidos que jugó fueron como titular y los 90 minutos.
Para el 2014/15, alternó con el primer equipo y el Jong Ajax, esa temporada jugó 9 partidos en la Eerste Divisie, cada uno de titular, anotó su primer y único gol en Segunda División. Finalizaron en la posición 12 y mantuvieron la categoría un año más.
El 18 de septiembre de 2014 jugó la segunda Champions League sub-19, su primer rival fue el PSG, ganaron 6 a 1 y Jaïro anotó un gol. Luego se enfrentó a APOEL pero empataron sin goles. Esta vez Ajax clasificó como primero del grupo a octavos de final, pero Riedewald no pudo ser parte del equipo por haber disputado 3 encuentros de la Champions League con los profesionales. Finalmente la sub-19 del club no pudo pasar de octavos al perder por penales contra Roma.

### Ajax de Ámsterdam
Debutó en el primer equipo el 19 de diciembre de 2013, fue en los octavos de final de la Copa de los Países Bajos contra VV IJsselmeervogels, ingresó al minuto 73 por Daley Blind y ganaron 3 a 0.
Su primer encuentro en la máxima categoría neerlandesa, fue el 22 de diciembre contra Roda JC Kerkrade, perdían 1 a 0 e ingresó al minuto 80 por Christian Poulsen, Jaïro impuso su nivel, al minuto 88 anotó su primer gol con Ajax, pero no desistió, ya que al minuto 92 con un zurdazo rompió la resistencia del arquero y ganaron 2 a 1. Con 17 años y 104 días se convirtió en el debutante más joven en la historia de la Eredivisie que anotó un doblete.
El 6 de febrero de 2014 jugó su primer partido del año con Ajax, fue su primer encuentro como titular, disputó los 90 minutos contra Groningen y ganaron 2 a 1. Debutó a nivel internacional el 27 de febrero, en los dieciseisavos de la Europa League 2013-14, jugó los 27 minutos finales contra Red Bull Salzburg pero perdieron 3 a 1 y quedaron eliminados. El técnico Frank de Boer tuvo a Riedewald la mayoría de las veces en el banco de suplentes, por lo que alternó algunos partidos en el Jong Ajax.

## Selección nacional

### Categorías inferiores
Fue internacional con las categorías inferiores de Países Bajos en las categorías sub-15, sub-16, sub-17, sub-19 y sub-21. Disputó un campeonato europeo sub-17, dos campeonatos sub-19 y uno sub-21.

#### Participaciones en juveniles
| Competición                                                                | Sede         | Resultado              | Partidos | Goles |
| -------------------------------------------------------------------------- | ------------ | ---------------------- | -------- | ----- |
| Ronda de clasificación para el Campeonato de Europa Sub-17 de la UEFA 2013 | Bélgica      | Clasificó              | 3        | 0     |
| Ronda Élite para el Campeonato de Europa Sub-17 de la UEFA 2013            | Países Bajos | No clasificó           | 3        | 0     |
| Ronda de clasificación para el Campeonato Europeo de la UEFA Sub-19 2014   | Georgia      | No clasificó           | 3        | 0     |
| Ronda de clasificación para el Campeonato de Europa Sub-19 de la UEFA 2015 | Polonia      | Clasificó              | 3        | 0     |
| Campeonato de Europa Sub-19 de la UEFA 2015                                | Grecia       | Fase de grupos         | 3        | 1     |
| Clasificación para la Eurocopa Sub-21 de 2017                              | Europa       | En disputa[actualizar] | 1        | 0     |

### Absoluta
Fue convocado por primera vez a la selección de fútbol de Países Bajos para una fecha FIFA de septiembre por el entrenador Danny Blind. Estuvo en el banco de suplentes sin ingresar en un partido contra Islandia que perdieron 1 a 0.
En el segundo encuentro, el 6 de septiembre de 2015 debutó con la selección, jugó como titular a pesar de ser su primer partido, pero perdieron 3 a 0 contra Turquía. Jaïro tenía 18 años en su estreno internacional, a tres días de cumplir los 19.
Jaïro convenció al técnico y fue citado nuevamente para las fechas FIFA del siguiente mes. El 10 de octubre jugó desde el comienzo para enfrentar a Kazajistán y ganaron 2 a 1. El último partido de la clasificación a la Eurocopa, lo disputó el 13 de octubre, fue titular contra República Checa pero Países Bajos recibió dos goles en el primer tiempo, el técnico sustituyó a Riedewald al minuto 39 por van Persie, que terminó anotando un gol en contra, el partido lo perdieron 3 a 2 y quedaron afuera del torneo.

#### Participaciones en absoluta
| Competición                         | Resultado    | Partidos | Goles |
| ----------------------------------- | ------------ | -------- | ----- |
| Clasificación para la Eurocopa 2016 | No clasificó | 3        | 0     |

### Detalles de partidos
| Con Países Bajos | Con Países Bajos | Con Países Bajos | Con Países Bajos        | Con Países Bajos         | Con Países Bajos                    | Con Países Bajos | Con Países Bajos | Con Países Bajos   | Con Países Bajos |
| N°               | Rival            | Resultado        | Fecha                   | Lugar                    | Competencia                         | Goles            | Asistencias      | Cambio             | Ref.             |
| ---------------- | ---------------- | ---------------- | ----------------------- | ------------------------ | ----------------------------------- | ---------------- | ---------------- | ------------------ | ---------------- |
| 1                | Turquía          | 0:3 (0:2)        | 6 de septiembre de 2015 | Konya Turquía            | Clasificación para la Eurocopa 2016 | -                | -                | -                  | 1                |
| 2                | Kazajistán       | 2:1 (1:0)        | 10 de octubre de 2015   | Astana · Kazajistán      | Clasificación para la Eurocopa 2016 | -                | -                | -                  | 2                |
| 3                | República Checa  | 2:3 (0:2)        | 13 de octubre de 2015   | Ámsterdam · Países Bajos | Clasificación para la Eurocopa 2016 | -                | -                | 39' por van Persie | 3                |

## Estadísticas

### Clubes
Actualizado al 29 de mayo de 2025.
| Club                            | Div.          | Temporada     | Liga  | Liga  | Copas nacionales | Copas nacionales | Torneos internacionales | Torneos internacionales | Total | Total |
| Club                            | Div.          | Temporada     | Part. | Goles | Part.            | Goles            | Part.                   | Goles                   | Part. | Goles |
| ------------------------------- | ------------- | ------------- | ----- | ----- | ---------------- | ---------------- | ----------------------- | ----------------------- | ----- | ----- |
| Jong Ajax · Países Bajos        | 2.ª           | 2013-14       | 10    | 0     | —                | —                | —                       | —                       | 10    | 0     |
| Jong Ajax · Países Bajos        | 2.ª           | 2014-15       | 9     | 1     | —                | —                | —                       | —                       | 9     | 1     |
| Jong Ajax · Países Bajos        | 2.ª           | 2016-17       | 4     | 0     | —                | —                | —                       | —                       | 4     | 0     |
| Jong Ajax · Países Bajos        | Total club    | Total club    | 23    | 1     | 0                | 0                | 0                       | 0                       | 23    | 1     |
| A. F. C. Ajax · Países Bajos    | 1.ª           | 2013-14       | 5     | 2     | 1                | 0                | 1                       | 0                       | 7     | 2     |
| A. F. C. Ajax · Países Bajos    | 1.ª           | 2014-15       | 19    | 0     | 2                | 0                | 4                       | 0                       | 25    | 0     |
| A. F. C. Ajax · Países Bajos    | 1.ª           | 2015-16       | 23    | 0     | —                | —                | 10                      | 0                       | 33    | 0     |
| A. F. C. Ajax · Países Bajos    | 1.ª           | 2016-17       | 16    | 0     | 1                | 0                | 11                      | 1                       | 28    | 1     |
| A. F. C. Ajax · Países Bajos    | Total club    | Total club    | 63    | 2     | 4                | 0                | 26                      | 1                       | 93    | 3     |
| Crystal Palace F. C. Inglaterra | 1.ª           | 2017-18       | 12    | 0     | 3                | 0                | —                       | —                       | 15    | 0     |
| Crystal Palace F. C. Inglaterra | 1.ª           | 2018-19       | 0     | 0     | 4                | 0                | —                       | —                       | 4     | 0     |
| Crystal Palace F. C. Inglaterra | 1.ª           | 2019-20       | 17    | 0     | 2                | 0                | —                       | —                       | 19    | 0     |
| Crystal Palace F. C. Inglaterra | 1.ª           | 2020-21       | 33    | 2     | 1                | 0                | —                       | —                       | 34    | 2     |
| Crystal Palace F. C. Inglaterra | 1.ª           | 2021-22       | 3     | 0     | 2                | 1                | —                       | —                       | 5     | 1     |
| Crystal Palace F. C. Inglaterra | 1.ª           | 2022-23       | 6     | 0     | 1                | 0                | —                       | —                       | 7     | 0     |
| Crystal Palace F. C. Inglaterra | 1.ª           | 2023-24       | 9     | 0     | 3                | 0                | —                       | —                       | 12    | 0     |
| Crystal Palace F. C. Inglaterra | Total club    | Total club    | 80    | 2     | 16               | 1                | 0                       | 0                       | 96    | 3     |
| Royal Antwerp F. C. · Bélgica   | 1.ª           | 2024-25       | 25    | 0     | 3                | 0                | —                       | —                       | 28    | 0     |
| Royal Antwerp F. C. · Bélgica   | Total club    | Total club    | 25    | 0     | 3                | 0                | 0                       | 0                       | 28    | 0     |
| Total carrera                   | Total carrera | Total carrera | 191   | 5     | 23               | 1                | 26                      | 1                       | 240   | 7     |

## Palmarés

### Títulos nacionales
| Título     | Club              | País         | Año  |
| ---------- | ----------------- | ------------ | ---- |
| Eredivisie | Ajax de Ámsterdam | Países Bajos | 2014 |

### Distinciones individuales
| Distinción                                                                         | Año  |
| ---------------------------------------------------------------------------------- | ---- |
| Parte de los 50 mejores futbolistas sub-18 del mundo según medio Goal.com          | 2014 |
| Parte de los 59 mejores futbolistas sub-21 del mundo (#26) según medio FourFourTwo | 2016 |